# Chiang Kai-sheks minneshall

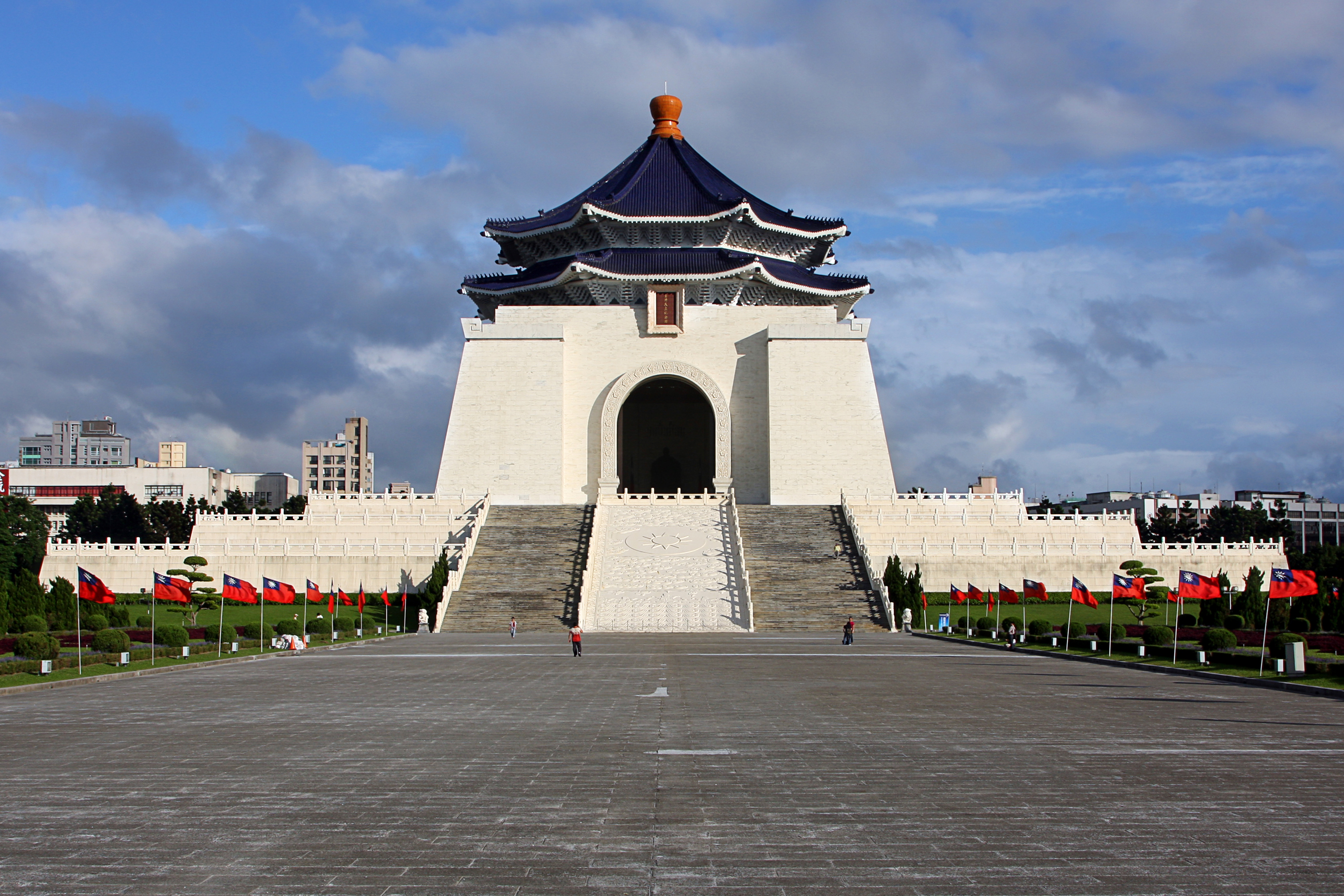
Chiang Kai-sheks minneshall.

Chiang Kai-sheks minneshall (traditionell kinesiska: 國立中正紀念堂?, förenklad kinesiska: 国立中正纪念堂?, pinyin: Guólì Zhōngzhèng Jìniàntáng)
är ett monument, landmärke och turistattraktion som rests till minne av generalissimus Chiang Kai-shek, tidigare statschef för Republiken Kina. Det är beläget i Zhouzheng i Taipei, Taiwan.
Monumentet, som är omgivet av en park, står i det östra hörnet av Chiang Kai-sheks minnestorg. Byggnaden är i norr och söder omgiven av Taiwans nationella teater- och konserthall.

## Monumentet
Minneshallen är en vit fyrkantig byggnad med ett oktogonformat tak som reser sig 76 meter över marken och är täckt med blåa takpannor. Byggnadens blåa och vita färg tillsammans med de röda blomsterrabatterna återspeglar Taiwans flagga. Oktogonformen anspelar på siffran åtta som i Asien traditionellt är en symbol för lycka och välstånd. Två vita trappor, var och en med 89 steg som representerar Chiangs ålder vid hans död, leder till huvudingången. Huvudingången har två 16 meter höga och 75 ton tunga portar som öppnar sig till minneshallen. Minneshallen domineras av en bronsstaty föreställande Chiang Kai-shek som avbildas sittande, leende och iklädd traditionell kinesisk dräkt. På väggarna runt om statyn finns inskriptioner och i taket en dekoration som föreställer Kuomintangs emblem.

## Bakgrund
Ett minnesmärke började planeras av Taiwans regering efter Chiangs död den 5 april 1975. Byggandet påbörjades den 31 oktober 1976, 90 år efter Chiangs födelse och invigdes officiellt på femårsdagen av hans död, den 5 april 1980. Inspirationen hämtades från traditionell kinesisk arkitektur. Byggnaden påminner mycket om Sun Yat-sens mausoleum i Nanjing.